# Michael Pittman Jr.
Michael Pittman Jr. (Woodland Hills, California, 5 de octubre de 1997) es un jugador profesional estadounidense de fútbol americano que se desempeña en la posición de wide receiver en Indianapolis Colts, equipo de la National Football League (NFL).

## Carrera
Fue seleccionado en la segunda ronda en la Reunión Anual de Selección de Jugadores de la NFL de 2020. Hizo su debut profesional con el equipo Indianapolis Colts, donde lleva jugando cuatro temporadas.